# Stefan MacGill
Pour les articles homonymes, voir MacGill.
Stefan Clive MacGill, né le 5 octobre 1948 en Nouvelle-Zélande, est un espérantiste néo-zélandais vivant en Hongrie depuis 1986.

## Études
De 1969 à 1975, Stefan MacGill a étudié principalement la géographie à l’université Victoria de Wellington, à l’université de Canterbury et à l’université Massey (à distance), toutes situées en Nouvelle-Zélande. En 1974, il reçoit un diplôme pour enseigner en école primaire.

## Emploi pour l’espéranto
En 1976, Stefan MacGill devient volontaire au siège social de l’association mondiale d'espéranto. De 1977 à 1986, il y travaille comme employé, puis directeur de 1980 à 1984. Il est rédacteur puis coordinateur de l’Annuaire de l'Association mondiale d'espéranto (eo) de 1976 à 1986. De plus, il est rédacteur technique de la revue Kontakto, éditée par TEJO, l’organisation mondiale des jeunes espérantophones.
En 1986, il emménage en Hongrie. Jusqu’en 1996, il rédige la revue Juna Amiko (eo) (« Jeune Ami ») pour la ligue internationale des enseignants d'espéranto (ILEI) et s’y adonne également de 2000 à 2013, date à laquelle laisse sa place au slovaque Stano Marček (eo). Depuis 1989, il écrit professionnellement des aides pour les programmes informatiques. Retraité depuis 2012, il continue cependant son travail.

## Postes en Espérantie
Stefan MacGill a co-fondé l’association des jeunes espérantophones de Nouvelle-Zélande en 1964 et y participait activement jusqu’en 1972.
En 1977, il devient vice-président, puis de 1979 à 1980 le président de TEJO. Son projet principal en 1980 est la mise en place du premier séminaire pour l’organisation, pour lequel il a reçu une subvention du fonds européen pour la jeunesse (FEJ). Le séminaire a eu lieu au centre de FEJ à Strasbourg, auquel ont participé Claude Piron, Claude Gacond (eo) et Stefan MacGill lui-même. L’interprète du séminaire était le belge Farjon de la Gatinerie. Depuis lors ont eu lieu plusieurs dizaines de séminaires ainsi soutenus de plusieurs centaines de milliers d’euros.
De 1989 à 1992, MacGill est vice-président de la Ligue internationale des enseignants d’espéranto (ILEI), puis en devient le président pour les périodes 1992-1994 et 2009-2013. En 1989, il travaille à une refonte des examens communs de l’Association mondiale d’espéranto et ILEI et en est le secrétaire de 1989 à 1995. En 1992, il est rédacteur de la rubrique « Junularo » du magazine Monato.
Le 20 juillet 2013, Stefan MacGill est élu vice-président de l’association mondiale d'espéranto lors du conseil d’administration du 98e congrès mondial d'espéranto, qui s’est tenu à Reykjavik. Il est à l’origine des séminaires AMO (eo) qui ont lieu partout à travers le monde et dont l’objectif est d’aider les espérantophones les plus actifs à être efficaces dans la présentation et l’utilisation de l’espéranto au sein de l’Espérantie ou à direction du grand public. Cette activité lui vaut d’être déclaré espérantiste de l'année en 2016.

## Vie privée
Stefan MacGill a appris l’espéranto comme langue maternelle par son père David MacGill, lequel a poussé sa mère à apprendre sa langue. Les enfants de Stefan, Karina (née en 1990) et Hajnal (en 1992) sont aussi espérantophones de naissance. Il s’agit donc d’une famille composée de quatre générations d’espérantophones. La dernière fille de Stefan, Sonja (née en 2000), comprend la langue et la parle un peu.

## Publications
- Tendaraj tagoj (eo)
- La laŭta vekhorloĝo
- Tridek roluloj
- Streĉ' eĉ, Steĉj-skeĉ'!
- Pordoj
- Okulo
- Nemave edifi (FEL, 2007)